# Macroramphosus scolopax

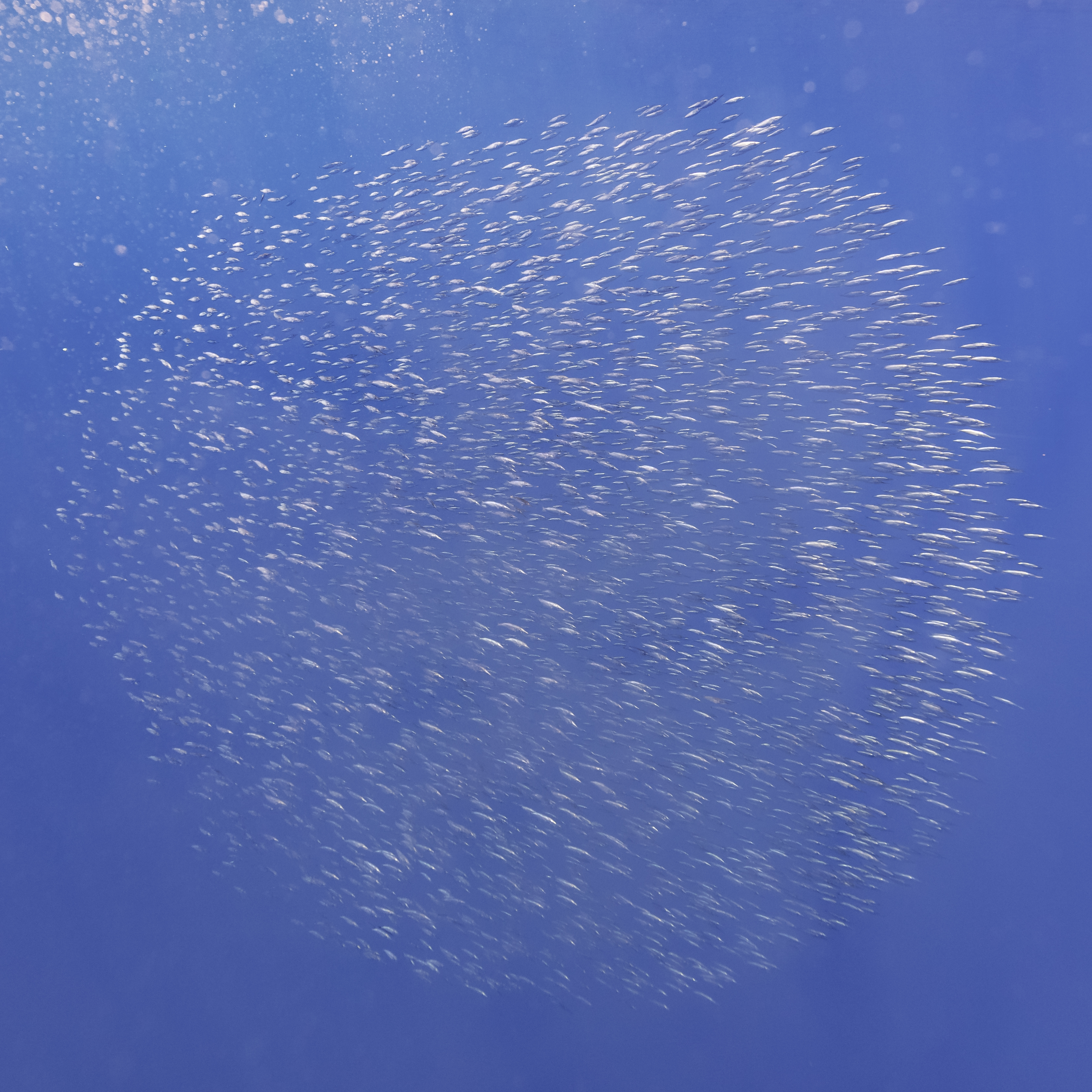
Banco de peces trompeta (Macroramphosus scolopax), islas Azores, Portugal.

El trompetero, pez trompeta o pez músico (Macroramphosus scolopax), es un pez del género Macroramphosus.

## Distribución
Este pez se encuentra en todo el mundo, en aguas tropicales y subtropicales del Atlántico, Índico y del oeste Pacífico, en profundidades de 25 a 600 m (82,0 a 1968,5 pies).

## Descripción
El trompetero es rosado rojizo en el dorso con vientre plateado. Tienen ojos grandes, hocico largo y una espina esbelta puntiaguda en el dorso.

## Ecología
El trompetero se alimenta de crustáceos, zooplancton como copépodos y ostrácodos, así como invertebrados bénticos.